# Анхель Фернандес
Анхель Фернандес (ісп. Ángel Fernández; нар. 2 серпня 1971, Мачала) — еквадорський футболіст, що грав на позиції нападника.
Виступав, зокрема, за клуб «Емелек» та «Ель Насьйональ», а також національну збірну Еквадору, у складі якої був учасником чемпіонату світу.

## Клубна кар'єра
У дорослому футболі дебютував 1990 року виступами за «Рівер Плейт Ріос» з другого дивізіону, а з наступного року став грати у вищому дивізіоні за «Грін Кросс».
Своєю грою за останню команду привернув увагу представників тренерського штабу клубу «Емелек», до складу якого приєднався 1992 року. В команді провів свої найкращі сезони як футболіст. У першому сезоні він забив 13 голів, ставши найкращим бомбардиром команди, а у 1993 та 1994 роках він був чемпіоном Еквадору. Всього відіграв за гуаякільську команду наступні вісім сезонів своєї ігрової кар'єри. Більшість часу, проведеного у складі «Емелека», був основним гравцем атакувальної ланки команди і забив понад 70 м'ячів.
У 2000 році він перейшов до «Ель Насьональ». З новим клубом Фернандес втретє став чемпіоном Еквадору. У 2005 році він покинув команду і недовго виступав за «Барселону» (Гуаякіль), після чого знову повернувся в «Ель Насьональ», в якому і завершив професійну кар'єру в 2006 році.

## Виступи за збірну
5 червня 1991 року в товариському матчі проти збірної Перу Фернандес дебютував за збірну Еквадору. Того ж року був учасником Кубка Америки 1991 року у Чилі, але на поле не виходив.
4 липня 1992 року в поєдинку проти Уругваю він забив свій перший гол за національну команду. Кубок Америки 1993 року в Еквадорі став першим його великим змаганням. На турнірі він взяв участь в матчах проти збірних Мексики, Венесуели, США, Уругваю, Парагваю і Колумбії. У зустрічі проти венесуельців Анхель відзначився «дублем» і став з командою четвертим на турнірі.
У 1997 році Фернандес втретє захищав честь країни на Кубку Америки 1997 року у Болівії, але взяв участь лише в одній зустрічі проти збірної Мексики. Через два роки Анхель вчетверте взяв участь у Кубку Америки 2001 року у Колумбії. На турнірі він зіграв у поєдинках проти збірних Чилі, Колумбії та Венесуели, в матчі проти останніх він відзначився забитим м'ячем.
На початку 2002 року вперше взяв участь у Золотому кубка КОНКАКАФ 2002 року у США, куди еквадорців запросили у статусі гостей. На турнірі він зіграв у матчах проти Канади та Гаїті. Того ж року Фернандес потрапив до заявки на чемпіонату світу 2002 року в Японії і Південній Кореї. На турнірі він був запасним і не зіграв жодної хвилини.

### Голи за збірну Еквадору
| #   | Дата                | Місце                      | Противник  | Рахунок | Змагання           |
| --- | ------------------- | -------------------------- | ---------- | ------- | ------------------ |
| 01. | 4 липня 1992        | Монтевідео, Уругвай        | Уругвай    | 3:1     | Товариський матч   |
| 02. | 27 січня 1993       | Гуаякіль, Еквадор          | Білорусь   | 1:1     | Товариський матч   |
| 03. | 30 травня 1993 року | Кіто, Еквадор              | Перу       | 1:0     | Товариський матч   |
| 04. | 15 червня 1993      | Кіто, Еквадор              | Венесуела  | 6:1     | Кубок Америки 1993 |
| 05. | 15 червня 1993      | Кіто, Еквадор              | Венесуела  | 6:1     | Кубок Америки 1993 |
| 06. | 2 лютого 1996       | Каракас, Венесуела         | Венесуела  | 0:1     | Товариський матч   |
| 07. | 16 лютого 1996      | Ер-Ріяд, Саудівська Аравія | Оман       | 0:2     | Товариський матч   |
| 08. | 25 лютого 1996      | Доха, Катар                | Катар      | 1:2     | Товариський матч   |
| 09. | 30 червня 1996      | Портов'єхо, Еквадор        | Вірменія   | 3:0     | Товариський матч   |
| 10. | 17 серпня 1996      | Куенка, Еквадор            | Коста-Рика | 1:1     | Товариський матч   |
| 11. | 17 липня 2001       | Баранкілья, Колумбія       | Венесуела  | 0:4     | Кубок Америки 2001 |
| 12. | 7 жовтня 2001       | Ла-Пас, Болівія            | Болівія    | 1:5     | Відбір на ЧС-2002  |

## Досягнення
- Чемпіон Еквадору: 1993, 1994, 2006